# Wonderful Land
Wonderful Land ist ein Instrumentalstück der britischen Rockband The Shadows. Es erschien im Februar 1962 und avancierte zum Nummer-eins-Hit im Vereinigten Königreich.

## Entstehung und Veröffentlichung
Komponiert wurde das Instrumentalstück von Jerry Lordan, für die Produktion zeichnete Norrie Paramor verantwortlich. Lordan hatte 1960 schon das Musikstück Apache für die Shadows geschrieben. Wonderful Land wurde im Mai 1961 aufgenommen, und zwar von der Originalbesetzung der Shadows mit Jet Harris, Hank Marvin, Tony Meehan und Bruce Welch. Die Streicher wurden anschließend von Paramor zugemischt.
Die Erstveröffentlichung von Wonderful Land erfolgte als Single am 23. Februar 1962 bei Columbia Records. Diese erschien unter anderem als 7″-Single mit der B-Seite Stars Fell on Stockton (Katalognummer: C 22 106). Es gibt jedoch über 30 unterschiedliche Pressungen aus verschiedenen Ländern, großenteils mit untereinander abweichender Covergestaltung. Als die Single veröffentlicht wurde, hatte Meehan die Gruppe bereits verlassen, um von Brian Bennett ersetzt zu werden, der schon als Koautor der B–Seite Stars Fell on Stockton fungierte. Die Gruppe befand sich damals in einer Phase des Übergangs und noch während die Single auf Platz eins stand, verließ auch Harris die Band, um von Brian Locking ersetzt zu werden. Im Juni 1963 erschien das Stück als Teil der Kompilation The Shadows’ Greatest Hits (Katalognummer: 33SX 1522).

## Chartplatzierungen
Wonderful Land avancierte für einen Zeitraum von acht Wochen zum Nummer-eins-Hit im Vereinigten Königreich. Das schafften in den 1960er-Jahren nur ebenfalls die Archies und Elvis Presley. Darüber hinaus wurde die Single mit Rang zwei ein Top-10-Hit in Norwegen.
| ChartsChartplatzierungen     | Höchstplatzierung | Wochen/ Monate |
| ---------------------------- | ----------------- | -------------- |
| Deutschland (GfK)            | 23 (2 Mt.)        | 2 Mt.          |
| Vereinigtes Königreich (OCC) | 1 (19 Wo.)        | 19 Wo.         |

## Coverversionen

### Coverversion von Mike Oldfield
Der britische Komponist und Multiinstrumentalist Mike Oldfield veröffentlichte am 31. Oktober 1980 auf seinem Album QE2 eine  Coverversion von Wonderful Land (Katalognummer: Virgin 202 967-320). Am 28. November desselben Jahres wurde das Lied als 7″-Single bei Virgin Records ausgekoppelt, mit der B-Seite Sheba (Katalognummer: 102 865). Das dazugehörige Musikvideo zeigt Oldfield beim Spielen verschiedener Instrumente im Freien, darunter eine Violine, die er nach eigener Aussage nicht besonders gut spielen kann. Einige Szenen zeigen Oldfield mit seiner Tochter Molly im Säuglingsalter.
Die Produktion des Progressive-Rock-Covers übernahm Oldfield selbst, zusammen mit David Hentschel.

### Weitere Coverversionen
Wonderful Land wurde von vielen weiteren Künstlern nachgespielt, darunter Mark Knopfler und Tony Iommi. Iommis Fassung erschien auf der CD Twang!: A Tribute to Hank Marvin & the Shadows und Knopflers gemeinsame Version mit Shadows-Gitarrist Hank Marvin erschien 1993 auf Marvins von Jeff Lynne produziertem Soloalbum Heartbeat.